# Französische Kirche (St. Moritz)

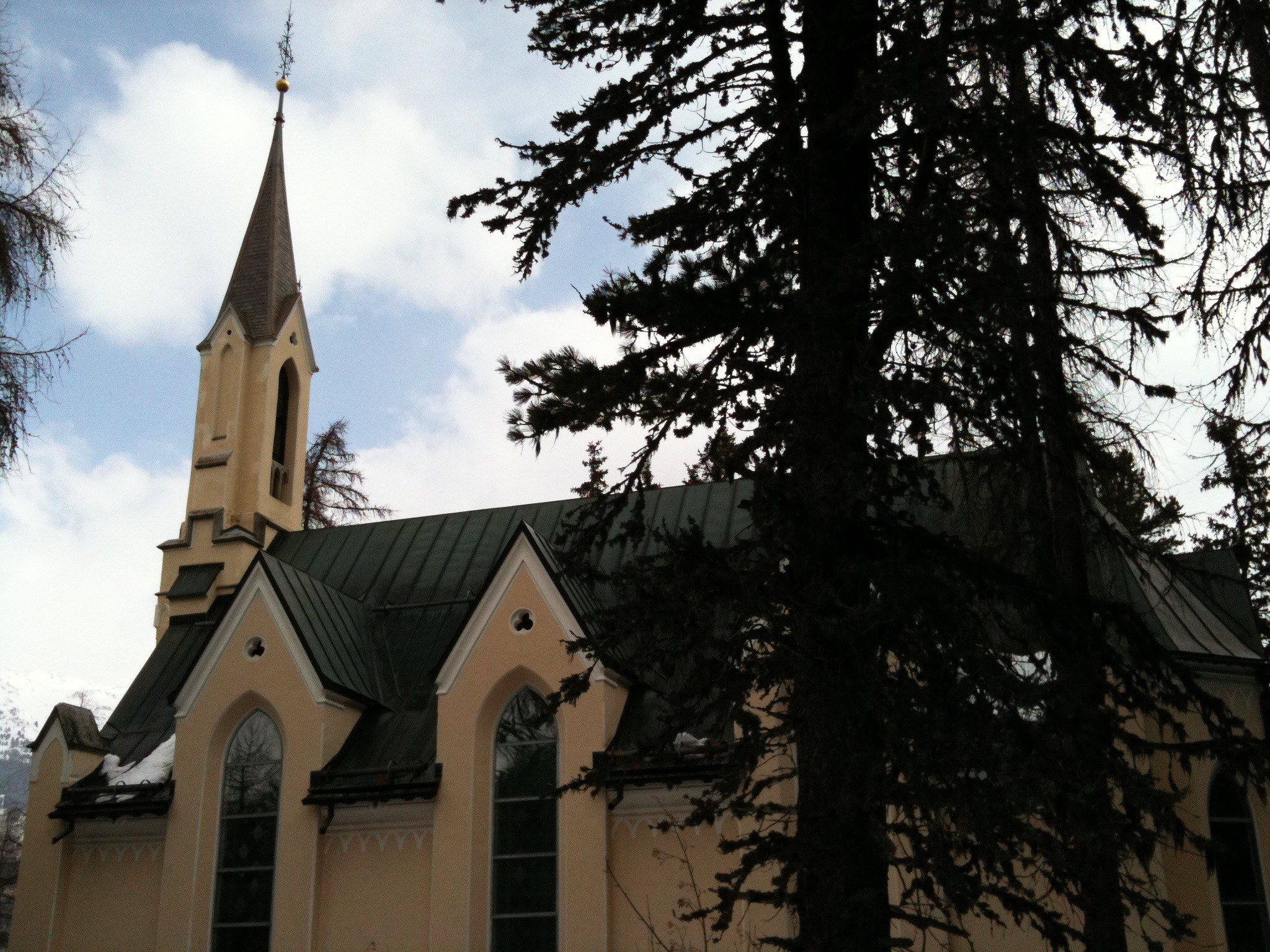
Französische Kirche St. Moritz

Die Französische Kirche in St. Moritz Bad (auch in Gebrauch die französische Bezeichnung Église au bois) ist ein evangelisch-reformiertes Gotteshaus unter dem Denkmalschutz des Kantons Graubünden. Sie befindet sich an der Plazza Paracelsus und ist neben der reformierten Dorfkirche und der Badkirche die dritte Predigtstätte der reformierten St. Moritzer Kirchgemeinde.

## Geschichte und Ausstattung
Die Kirche wurde als typisches Werk der Neugotik 1875–77 vom Architekten Nicolaus Hartmann sen. errichtet und diente der französischsprachigen calvinistischen Gemeinde als Gottesdienststätte.
Der in gedämpften Licht gehaltene Kirchenraum zeigt einen offenen Dachstuhl. Der Chor, in dem eine zentrale Hochkanzel dominiert, ist von einem Rippengewölbe gedeckt. Im Turm eine Glocke (Gewicht: 215 kg) gegossen 1877 durch die Giesserei Theus, Felsberg. 

## Kirchliche Organisation
Die Evangelisch-reformierte Landeskirche Graubünden führt die Französische Kirche als Predigtkirche der Kirchgemeinde Oberengadin (romanisch: Baselgia evangelica-refurmeda Engiadin’Ota), umgangssprachlich Refurmo genannt.
Ein Komitee organisiert jeweils im Sommer eine Reihe französischsprachiger Gottesdienste in der Église au Bois.

## Galerie

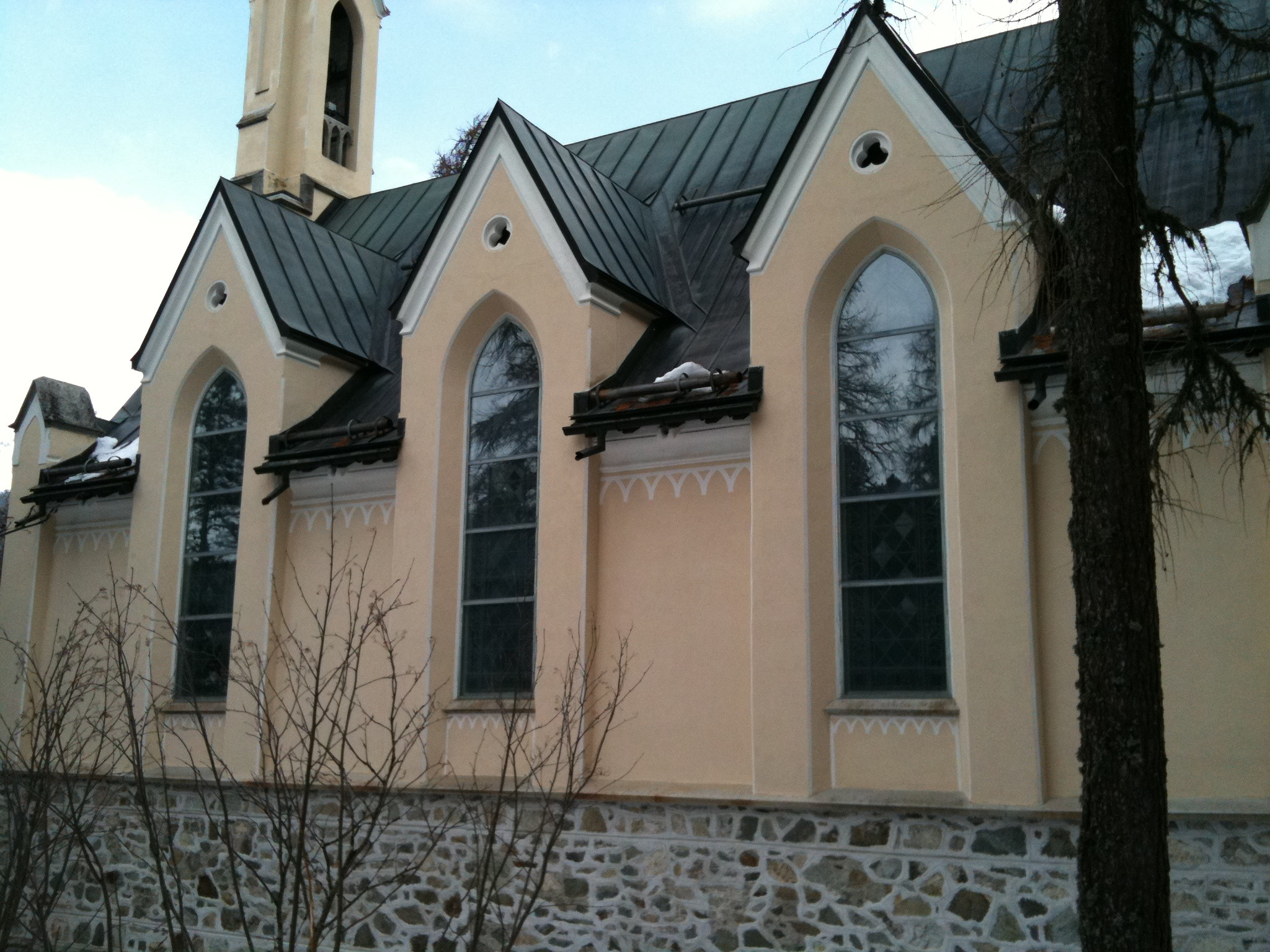
Aussenansicht des Kirchenschiffs
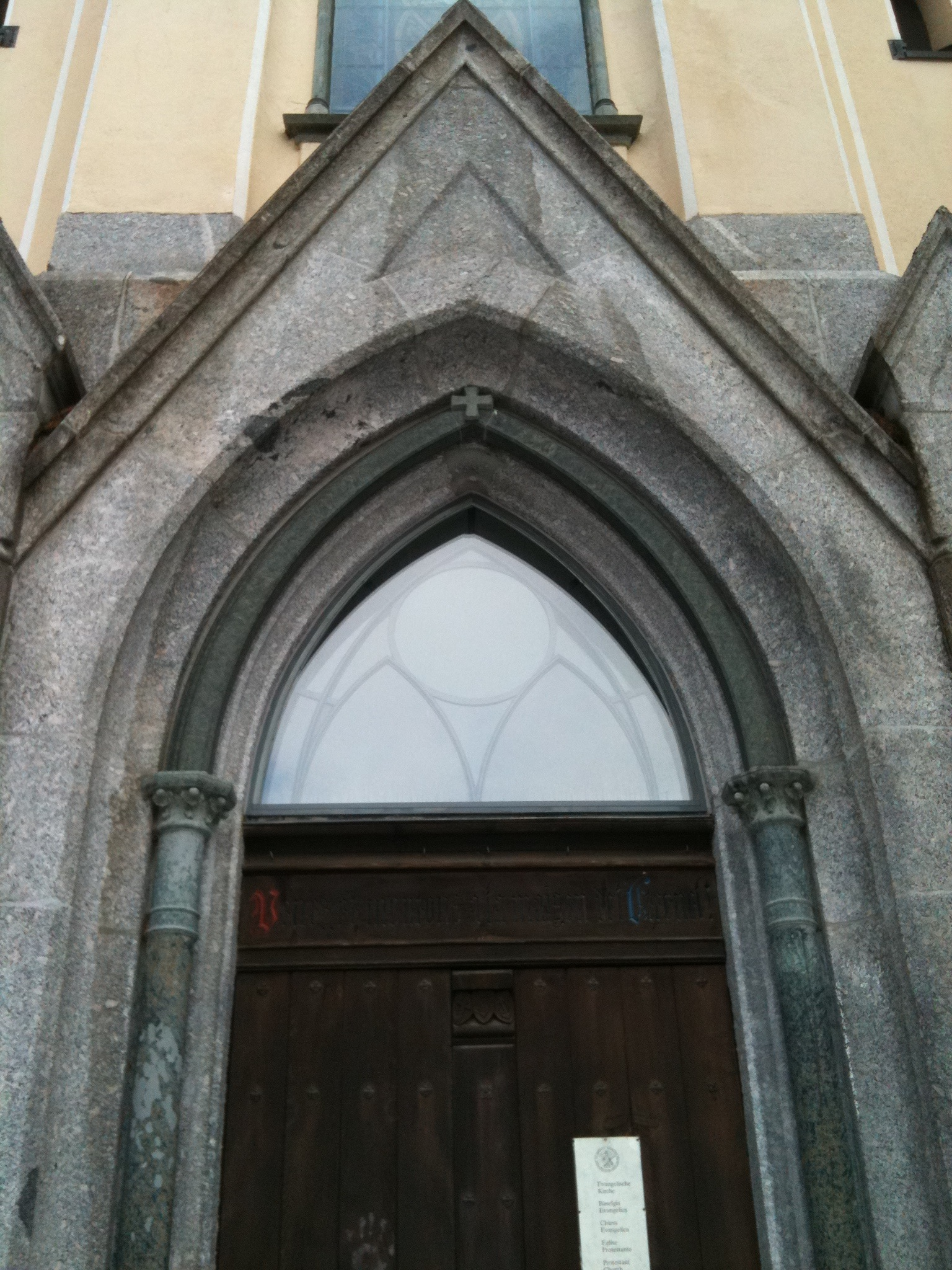
Portal